# Październik (zespół muzyczny)
Październik – polski zespół punkrockowy z Nowego Dworu Gdańskiego.

## Historia
Zespół powstał w 1989 r. i działał do połowy lat dziewięćdziesiątych. Największą popularność grupie przyniosła wydana w 1990 r. kaseta "Róża" z przebojami: "Kobieta", "Cmentarna Róża" i "Anioły Proletariackie"